# ریزو فوکوهارا
ریزو فوکوهارا (به انگلیسی: Reizo Fukuhara) بازیکن فوتبال اهل ژاپن و عضو تیم ملی فوتبال ژاپن است که در تاریخ ۰۵ ژانویه ۱۹۵۵ میلادی اولین بازی ملی‌اش را انجام داد. او در ۲ بازی ملی حضور داشت و آخرین بازی ملی خود را در تاریخ ۹ اکتبر ۱۹۵۵ میلادی انجام داد. ریزو فوکوهارا در بازی‌های ملی‌اش
گلی به ثمر نرساند.